# Кравченко, Мария Олеговна
Мари́я Оле́говна Кра́вченко (род. 13 января 1985 года, Комсомольск-на-Амуре, РСФСР, СССР) — российская актриса театра и кино, певица, участница проекта «Comedy Woman» (2008—2020) и бывшая участница команд КВН «Сборная МИСиС», «Сборная малых народов» и «Свои секреты».

## Биография

### Ранние годы и образование
Родилась 13 января 1985 года в городе Комсомольске-на-Амуре. Училась в МОУ СОШ № 41. Окончила музыкальную школу по классу фортепиано.
В 2006 году окончила Московский институт стали и сплавов по специальности «преподаватель английского языка».
В 2020 году окончила Театральный институт имени Бориса Щукина (курс Е.В. Одинцовой и В.А. Сажина).

### Карьера
Играть в КВН начала ещё в школе. В институтские годы вместе с Екатериной Варнавой участвовала в играх команды КВН «Сборная МИСиС». В ноябре 2003 года вошла в состав новообразованной женской команды КВН МИСиС «Свои секреты».
В 2005 году Кравченко вместе с Варнавой была приглашена в команду «Сборная малых народов», в которой на тот момент было только два актёра — Николай Гигани и Ренат Фатхуллин. Под девизом «Малые народы женились!» Кравченко и Варнава дебютировали в «Сборной малых народов» на фестивале Премьер-лиги КВН 2005 года. Это было первое участие Марии Кравченко в игре, которая транслировалась по телевидению. Таких игр в сезоне 2005 года было ещё четыре: «Сборная малых народов», победив в игре 1/8 финала и заняв второе место в четверть- и полуфинале, вышла в финал Премьер-лиги 2005 года, где заняла последнее, четвёртое место. Также «Сборная малых народов» приняла участие в фестивале «Голосящий КиВиН 2005». После редакторских просмотров команда была включена в блок команд с внеконкурсными выступлениями и попала в телевизионную версию фестиваля. В составе «Своих секретов» Кравченко стала полуфиналистом Высшей украинской лиги.
В 2006 году Кравченко вместе со «Сборной малых народов» попала в телеверсию Сочинского фестиваля КВН и получила право выступать в Высшей лиге 2006 года. В первой же игре в 1/8 финала команда заняла последнее, четвёртое место и потому закончила выступления. В составе «Сборной малых народов» Кравченко приняла участие в фестивале «Голосящий КиВиН 2006»; впрочем, команда не только не смогла завоевать право бороться за призы фестиваля (вновь выступала в блоке команд с внеконкурсными выступлениями), но и не попала в телеверсию фестиваля. Одновременно с играми в составе «Сборной малых народов» Кравченко в составе МИСиС «Свои секреты» играла в Первой лиге; команда не смогла преодолеть четвертьфинальную стадию. В декабре 2006 года «Свои секреты» стали чемпионом лиги «Поволжье», разделив первое место с самарским «СОКом».
В 2007 году Кравченко стала одной из основных актрис женской команды КВН «Свои секреты», выступавшей под флагом МФЮА. Команда попала в телевизионную версию Сочинского фестиваля и завоевала право играть в Высшей лиге. «Свои секреты» закончили выступления уже в первой игре на стадии 1/8 финала. После этого команда приняла участие в 1/4 Премьер-лиги КВН, заняв в своей игре 3-е место, чего не хватило для выхода в полуфинал. На фестивале в Юрмале команда «Свои секреты» выступила с внеконкурсным выступлением, однако Мария Кравченко участия в игре не принимала.
В 2008 году Кравченко в составе команды «Свои секреты» вновь участвовала в играх Высшей лиги КВН, однако, как и год назад, команда в первой же игре заняла четвёртое место и не попала в 1/4 финала Высшей лиги. На фестивале «Голосящий КиВиН 2008» команда «Свои секреты» получила право выступить с полноформатным выступлением, но не завоевала призов и не попала в телевизионную версию. В этом же году Кравченко участвовала в спецпроекте КВН в составе сборной Москвы. Это была последняя игра Кравченко в КВН, после чего она решила сосредоточиться на участии в шоу-проекте «Made in Woman». В конце 2008 года Кравченко, набрав 5,62 % голосов, заняла шестое место в номинации «КВНщица года» по версии сайта «КВН для ВСЕХ».
Всего провела 12 игр в телевизионных лигах, кубках и фестивалях КВН:
- 3 игры в Высшей лиге КВН (сезоны 2006, 2007, 2008)
- 6 игр в Премьер-лиге КВН (сезон 2005, 2007)
- 3 игры на музыкальном фестивале «Голосящий КиВиН» (2005, 2006, 2008)

В 2008 году дважды была членом жюри на полуфиналах Премьер-лиги КВН.
Являлась ведущей телепередачи «Вне игры» (совместно с Александром Масляковым-младшим и Екатериной Варнавой) в выпуске № 15. В составе команды КВН «Свои секреты» участвовала в нескольких выпусках передачи (№ 11, 16—19, 21, 24, 26—27).
В 2007 году Кравченко стала участницей женского шоу «Made in Woman», позже переименованного в «Comedy Woman». Сперва этот проект, все участницы которого были актрисами разных команд КВН, существовал только в клубном формате; а с 21 ноября 2008 года по 7 февраля 2020 года на ТНТ транслировалась телевизионная версия шоу. Участница музыкальной группы «Супермаркет любви», композиции которой в рамках шоу исполняет вместе с Екатериной Барановой и Надеждой Сысоевой.
Сценический образ в «Comedy Woman» — понтовой девушки, знающей себе цену. Официальное описание образа:

Студентка, комсомолка, красавица (нужное подчеркнуть). Родилась в Нижнем, ходит без верхнего. Участница 250 распродаж, и это только в «Арбат Престиж». Бытует легенда, что она даже родилась со скидкой.

До февраля 2013 года работала в Московской финансово-юридической академии руководителем отдела молодёжных программ, также являлась участницей шоу «Comedy Woman».
В июне 2022 года выпустила свой первый джазовый сингл «Прощай», который исполнила под псевдонимом «Просто Мария».
В марте 2023 года стала участницей шоу «Новые Звёзды в Африке» на телеканале «ТНТ», покинула проект в 10 выпуске и заняла 8-е место.
В мае 2023 года вышел скетчком «Истории большой страны» на канале «Россия-1», в котором она приняла участие.

## Санкции
7 января 2023 года внесена в санкционный список Украины лиц «которые публично призывают к агрессивной войне, оправдывают и признают законной вооруженную агрессию РФ против Украины, временную оккупацию территории Украины». Предполагается блокировка активов на территории страны, приостановка выполнения экономических и финансовых обязательств, прекращение культурных обменов и сотрудничества, лишение украинских госнаград.

## Творчество

### Роли в театре[15]
- «Свадьба», реж. Н. Чусова — мать
- «Подыскиваю жену, недорого», реж. М. Церишенко — Рая / Света / Люда
- «Дорогая Памела или как пришить старушку», реж. А. Красноцветов — Глория
- «Ангелы на крыше», реж. М. Церишенко — Катя
- «Я беру этого парня», реж. А. Красноцветов — Шарлен
- «8 женщин», реж. Н. Фекленко — Луиза
- «Чокнутые» — Ирка
- «Отдам бывшего в хорошие руки», реж. М. Церишенко — Катя
- «Дети Арбата» (дипломный спектакль в «Щуке») — Софья Александровна
- «Моя безумная свадьба», реж. А. Мохов — невеста
- «Служебные страсти, или Любовь по графику», реж. Н. Громушкина — Людмила Прокофьевна Калугина

### Фильмография

#### Актёрские работы
— главная роль

| Год       |     | Название                                 | Роль |
| --------- | --- | ---------------------------------------- | --- |
| 2011      | ф   | Самый лучший фильм 3D                    | селебрити                                                                                                |
| 2015      | ф   | Женщины против мужчин                    | Соня, жена Макса                                                                                         |
| 2018      | ф   | Женщины против мужчин: Крымские каникулы | Соня, бывшая жена Макса                                                                                  |
| 2021—2024 | с   | Полярный (2—4 сезоны)                    | Раиса Борисовна Панкратова, кризис-менеджер из Москвы, помощница Вити (3 сезон), мэр Полярного (4 сезон) |
| 2021      | с   | В активном поиске-2                      | Зоя, астролог (14 серия)                                                                                 |
| 2022      | кор | Семейка                                  | Ксюша, жена Ромы и мать Вари                                                                             |
| 2022      | с   | Бедный олигарх                           | Агата, сестра А́дама (9 серия)                                                                            |
| 2022      | с   | Ресторан по понятиям-2                   | Владлена, управляющая вегетарианского ресторана                                                          |
| 2023      | с   | Мендельсон                               | Санька                                                                                                   |
| 2024      | с   | Гудбай                                   | сотрудница МФЦ (2 серия)                                                                                 |

#### Дубляж
| Год  |   | Русское название      | Оригинальное название | Роль                               |
| ---- | - | --------------------- | --------------------- | ---------------------------------- |
| 2017 | ф | Праздничный переполох | Le sens de la fête    | Адель, помощница Макса (Эй Айдара) |

## Дискография

### Синглы
- 2022 — «Прощай»[24]
- 2022 — «Заложница»[25]
- 2022 — «Привычка»[26]
- 2022 — «Ближе»[27]
- 2023 — «Пальцами»[28]
- 2023 — «Космос»[29]
- 2023 — «Красиво»[30]
- 2024 — «Дожди»[31]